# Ruotsalainen (île)
Pour les articles homonymes, voir Ruotsalainen.
Ruotsalainen est une île de l'archipel finlandais à Naantali en Finlande.

## Géographie
La surface de l'île Ruotsalaine est de 3,25 kilomètres carrés.
Sa plus grande longueur est de 1,7 kilomètre et sa largeur moyenne d'environ 0,5 kilomètre,.
Ruotslainen a des rochers abrupts au milieu desquels poussent des forêts. 
L'île possède des paysages traditionnels de plages et prairies verdoyantes et la réserve naturelle de Ruotsalainen qui fait partie de l'archipel de Pakinainen (fi).
Ruotslainen comprend le village de Kuivanen qui abrite une une ancienne station de pilotage sur son rivage sud car près de la pointe ouest de l'île, il y avait et il y a toujours une voie maritime de 5,5 mètres de profondeur, qui est maintenant d'une importance mineure.
En 2009, sur la base des inventaires du patrimoine architectural maritime réalisés par la direction des musées de Finlande et l'administration maritime (fi) en 1996-2000, la station de pilotage de Ruotsalainen a été classée parmi les sites du patrimoine architectural maritime les plus importants de Finlande.

## Transports
Il n'y a pas de liaison routière vers l'île.
Ruotsalainen est desservi par le traversier Y/A Isla.